# Valdemarsvik
Valdemarsvik ist ein Ort (tätort) in der schwedischen Provinz Östergötlands län und der historischen Provinz Östergötland. Der Ort ist Hauptort der gleichnamigen Gemeinde.
Der am inneren Ende der 16 km langen und zwischen 0,3 und 1,5 km breiten Bucht Valdemarsviken gelegene Ort wurde 1664 das erste Mal urkundlich erwähnt. Damals war Valdemarsvik noch nicht eigenständig, sondern gehörte zu Söderköping.

## Söhne und Töchter der Stadt
- Nils Liedholm (1922–2007), Fußball- und Bandyspieler sowie Fußballtrainer
- Ken Kindborn (* 1995), schwedisch-thailändischer Eishockeyspieler